# 방사선 유발암
침습성 암(癌)의 10% 정도는 이온화 방사선과 비이온 방사선을 포함한 방사선(放射線) 노출에 관련되어 있다. 또한, 대부분의 비침습성 암은 비이온 자외선에 의해 유발되는 비흑색종 피부암이다. 자외선은 전자기 스펙트럼에서 이온화와 비이온의 경계에 놓여 있다. 휴대 전화의 비이온 무선주파수 방사선, 송전, 유사한 방사선원은 세계 보건 기구의 국제 암 연구 기관에서 암 유발의 가능성이 있는 것으로 서술되어 왔으나, 관련성이 입증되지는 않았다.
이온화 방사선에 노출되면 향후 암, 특히 백혈병에 걸릴 확률이 높아진다고 알려져 있다. 어떻게 하여 그렇게 되는지는 이미 잘 알려져 있으나, 위험의 수준을 예측하는 정량적인 모델에 대해서는 논란이 많다. 가장 널리 받아들여지는 모델에서는, 이온화 방사선에 의한 암 발생은 유효선량에 따라 시버트당 5.5%의 비율로 선형적으로 증가한다고 상정한다. 선형 모델이 옳다면 자연방사선이 일반적인 공중 위생에서 가장 해로운 방사선원이 되며, 의학 화상이 그 뒤를 따른다.